# Renault Celtaquatre
Renault Celtaquatre — автомобиль малого класса («семейный») французской фирмы «Renault», выпускавшийся с 1934 по 1938 годы. Внешний облик автомобиля сформировался под влиянием современных ему американских образцов. Из-за округлых форм получил прозвище «Celtaboule» («Celta-шар»).

## Технические характеристики и рынок
Celtaquatre был представлен в апреле 1934, а месяцем позже началось серийное производство. Это совпало с запуском в продажу «Citroën Traction Avant», чья мощная рекламная кампания несколько затмила «Рено».
1463 см3 рядный четырёхцилиндровый нижнеклапанный двигатель имеет заявленную мощность 34 л. с. при 3500 об/мин.
Задний привод осуществлён через классическую трёхступенчатую коробку передач с ручным приводом.
Подвески — с цельными осями, хотя даже в массовом секторе конкуренты (например, «Пежо 301») уже выходили с независимой передней подвеской.
Тормоза — барабанные с тросовым приводом.
Напряжение бортовой сети — 6 В.
На рынке в классе 8 н. л. с. Celtaquatre по сравнению с Пежо позиционировался куда более агрессивно: на Парижской автовыставке в октябре Celtaquatre в стандартном кузове седан предлагался за ₣16 900, а Пежо 301  седан — за ₣20 500.

## Эволюция
В 1935 году капот вместо трёх «жабр» получил горизонтальные щели с хромированными накладками. На части машин устанавливался новый двигатель Type 431. Стандарт окраски — двухцветная, одноцветный кузов был опцией, стоившей ₣400.
В 1936 году Celtaquatre стал несколько менее округлым, формы корпуса приблизились к аэродинамическим. Появляются новые кузова: кабриолет и купе-кабриолет.
В 1937 году появилась V-образная решётка радиатора американского образца, с которой модель выпускалась до конца. В том же году вышла удешевлённая версия Celtastandard,
В 1938 году появился новый бампер, а выпуск купе прекратили.
В 1939 году Celtaquatre уступил место на конвейере модели Juvaquatre, всего выпущено 44 000 машин.
К 1940 году большинство нераспроданных Celtaquatre переданы армии.
В июле 1941 года последние 13 Celtaquatre переделаны в Novaquatre.

## Номенклатура кузовов
- ZR1 (1934; выпущено 6044 машины)
- ZR2 (1935; 7001)
- AEC1 (1936, коммерческий; 1628)
- ADC1 (1936; 23708) модификации ADC1 и 2 выпускались в наиболее многочисленных вариантах кузовов
- ADC2 (1937; 14822)
- ADC3 (1938; 4244)
- коммерческий BCR1 и такси BCR 2 (1937; 2132 и 199, соответственно)
- фургон ADV1 (1937; 4980)
- также для экспорта в Великобританию (через «Renault Limited») вплоть до августа 1939 года выпускались модификации с правым рулём: ADV2 - ADV3 и BCF1 -2,-3,4 (928, 75 и 50, 1024, 435 и 600 машин, соответственно).

## Спорт
На счету Celtaquatre победы в нескольких ралли (Германия, Египет и Франция) и рекорд трассы Монтьери (средняя скорость 111 км/ч).

## Галерея

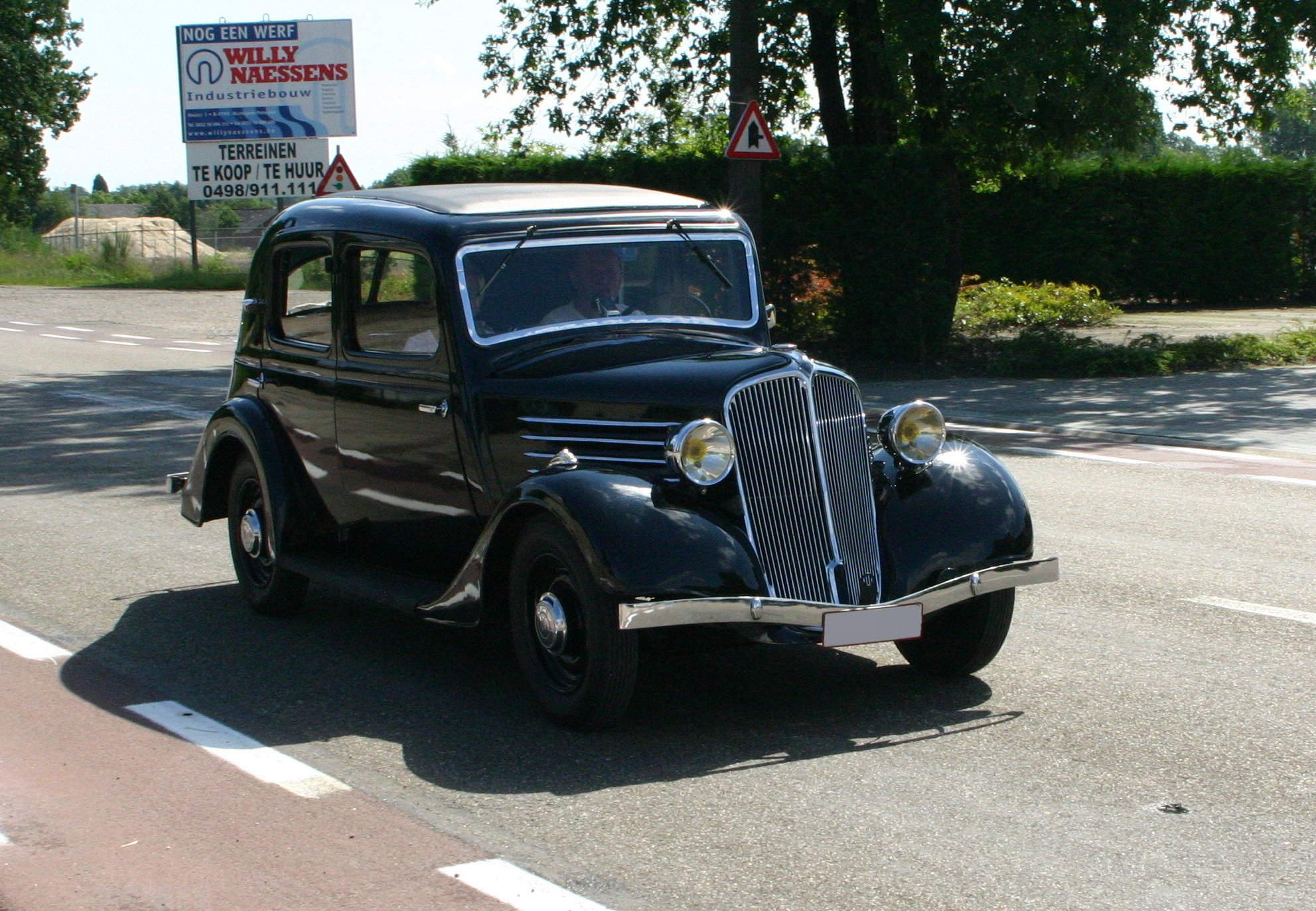
Седан Type ZR2 (1935) Всё ещё с подножками, но уже с новыми воздухозаборниками
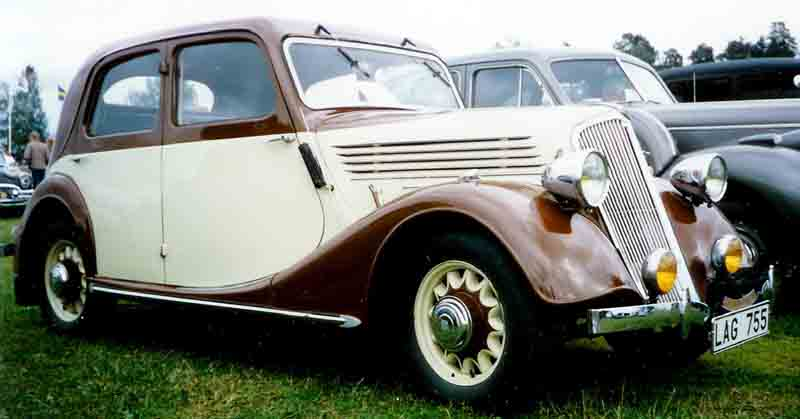
Седан ADC1 (1935) Подножки ликвидированы
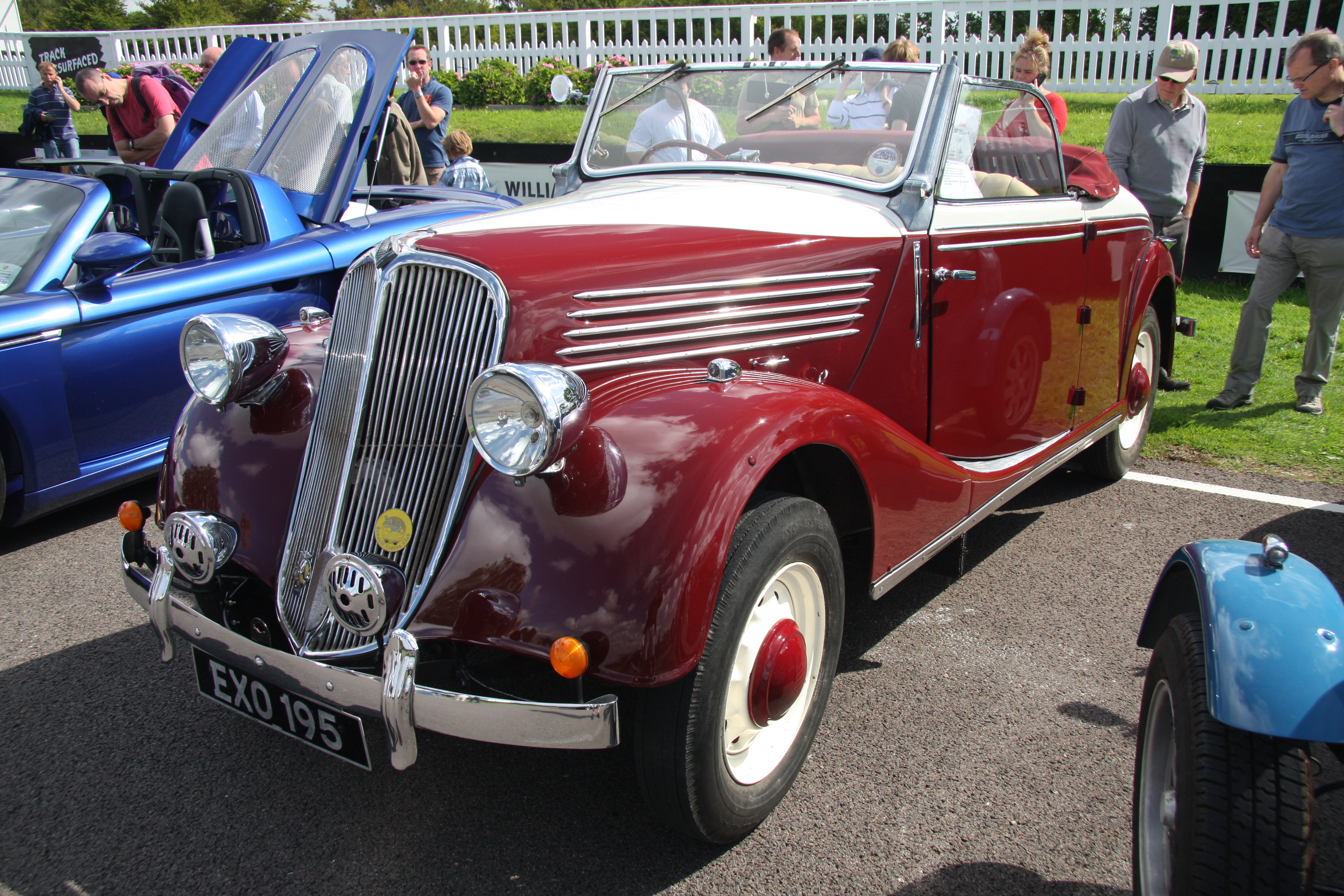
Кабриолет ADC1(1935)
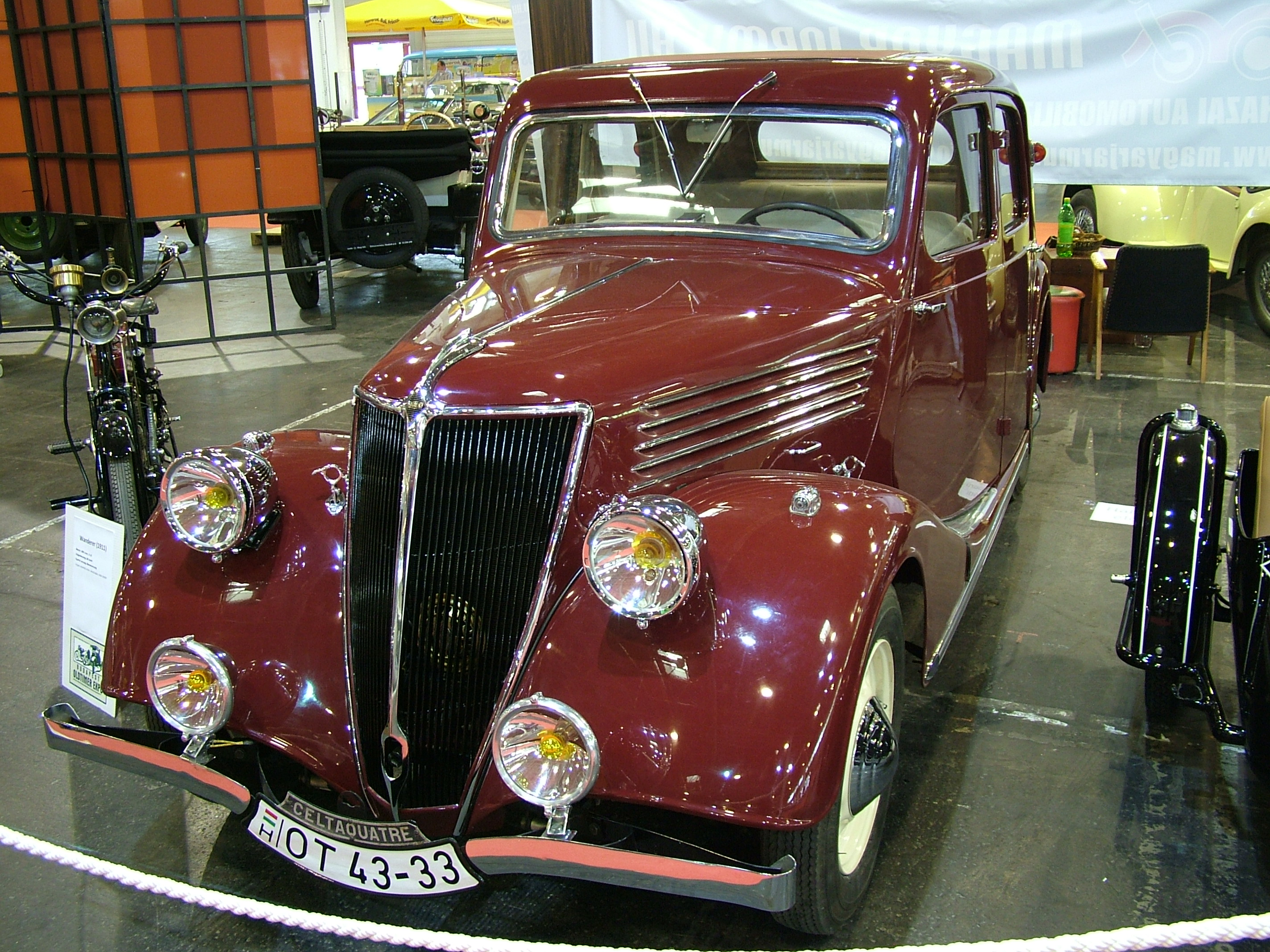
Седан ADC2 (1937) Новая решётка радиатора и бамперы
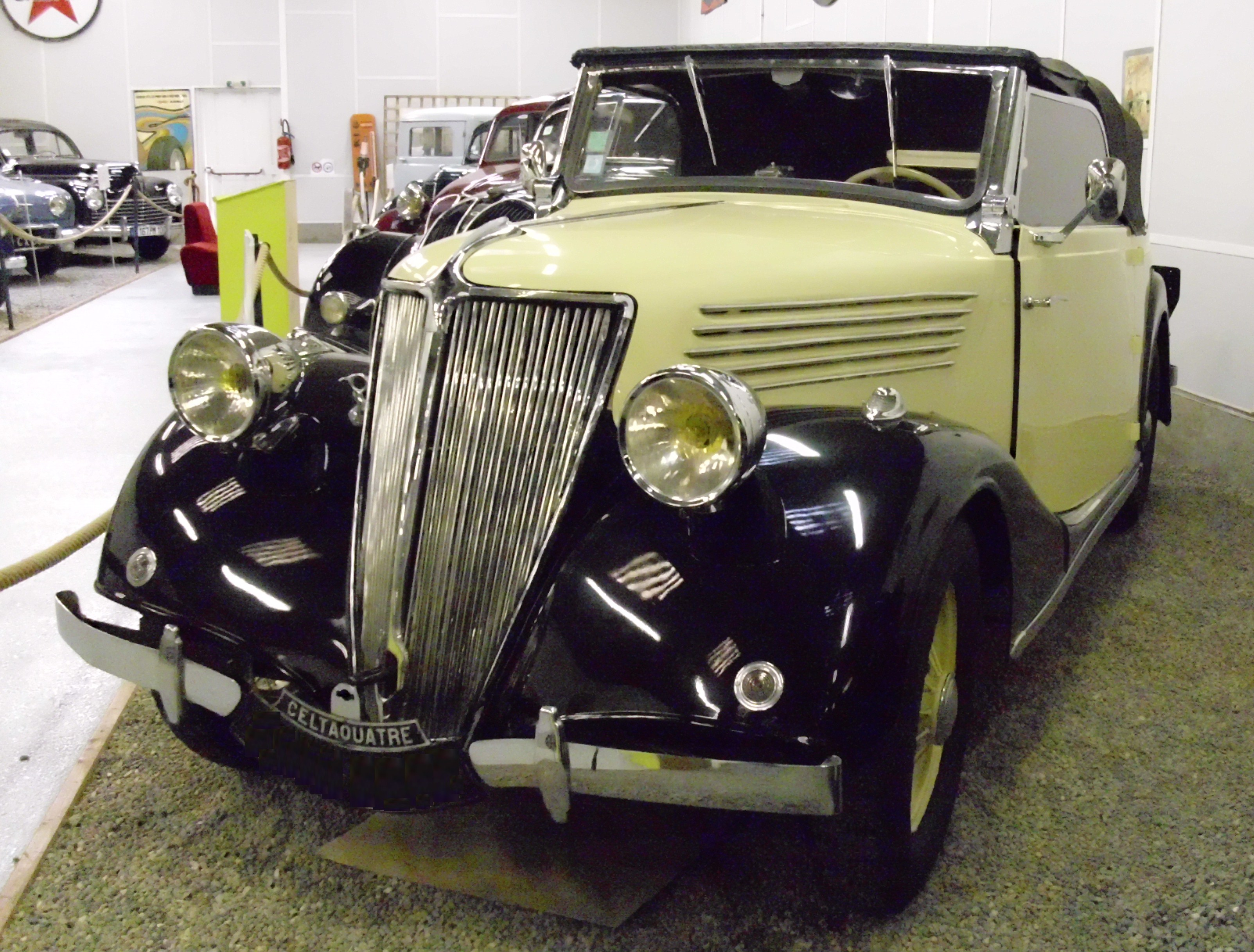
Кабриолет ADC2 (1937)